# Marco Maciel
Marco Antônio de Oliveira Maciel (ur. 21 lipca 1940 w Recife, zm. 12 czerwca 2021 w Brasíli) – brazylijski polityk i prawnik.

## Zarys biografii
Maciel, profesor prawa, był jednym z założycieli centroprawicowego Frontu Liberalnego (obecnie Demokratów), jednego z sukcesorów ARENY, partii wojskowego establishmentu rządzącego krajem w latach 1964–1985.
W latach 1977–1979 był wiceprzewodniczącym Izby Deputowanych, a następnie (1979–1982) gubernatorem rodzinnego stanu Pernambuco.
Maciel został wybrany na wiceprezydenta w 1994 u boku Fernanda Henrique Cardoso (aczkolwiek obaj wywodzili się z dwóch różnych partii, zawieranie tego typu sojuszy nie jest rzadkością w brazylijskiej polityce). Wybrano ich ponownie w 1998 (Cardoso jest pierwszym prezydentem wybranym na drugą, następującą po sobie kadencję, a Maciel pierwszym wiceprezydentem wybranym na drugą w ogóle. Urzędujący bezpośrednio po nich Luiz Inácio Lula da Silva i José Alencar powtórzyli to w 2006).
Po odejściu z urzędu Maciel został senatorem z Pernambuco i do śmierci piastował mandat.
Zmarł w wieku 80 lat, 12 czerwca 2021 roku z powodu niewydolności wielonarządowej spowodowanej poprzez COVID-19.

## Odznaczenia
- Krzyż Wielki Narodowego Orderu Zasługi dla Nauki (2002, Brazylia)[2]